# Гастингс Камузу Банда
Га́стингс Каму́зу Ба́нда (англ. Hastings Kamuzu Banda; 14 травня 1898 (також можливо 1906 або 1896) — 25 листопада 1997) — малавійський політичний діяч, з 1966 президент Малаві. Очолював рух за незалежність у своїй країні і був прем'єр-міністром Ньясаленду (стара назва Малаві) з 1963. У 1966 році став першим президентом Малаві й у 1971 був проголошений довічним президентом. Використовував авторитарні методи управління.